# 3868 Mendoza
3868 Mendoza este un asteroid din centura principală, descoperit pe 24 septembrie 1960 de PLS.